# Marijština
Marijština (lužnomarijsky марий йылме – „marij jylme“, horskomarijsky мары йӹлмӹ – „mary jÿlmÿ“, rusky марийский язык) je ugrofinský jazyk patřící do skupiny finsko-volžských jazyků. Mluví jím okolo 560 000 lidí žijících zejména v autonomní republice Marijsko v Ruské federaci, kde je také vedle ruštiny úředním jazykem, a na povodí řeky Vjatky směrem na východ k Uralu. Mluvčí marijštiny, Marijci, se nachází také v Tatarstánu, Udmurtsku a Permském kraji.
Marijština má v současné době jednotnou standardní formu s dvěma variantami – lužní (ve starší literatuře též „východní“) a horskou (ve starší literatuře též „západní“) marijštinu. Používání dvou „variant“ jazyka místo dvou „jazyků“ bylo dlouho tématem vášnivých diskusí. Na jedné straně Marijci uznali jednotnost své etnické skupiny, na druhé straně jsou rozdíly mezi oběma variantami větší než mezi češtinou a slovenštinou (nejsou vzájemně srozumitelné). Obě varianty používají upravenou verzi cyrilice.

## Příklady

### Číslovky
| Horskomarijsky | Lužnomarijsky | Česky |
| икты           | ик            | jeden |
| кокты          | кок           | dva   |
| кымыт          | кум           | tři   |
| нӹлӹт          | ныл           | čtyři |
| вӹзӹт          | вич           | pět   |
| кудыт          | куд           | šest  |
| шӹмӹт          | шым           | sedm  |
| кäндакшӹ       | кандаш        | osm   |
| ӹндекшӹ        | индеш         | devět |
| лу             | лу            | deset |

## Ukázky jazyka
| česky                       | lužní marijština               | horská marijština                     |
| --------------------------- | ------------------------------ | ------------------------------------- |
| Promiňte!                   | Вуеш ида нал!                  | Самынь! Нелеш идӓ нӓл!                |
| Špatně jsem vám rozuměl.    | Мый тыйым удан умылышым.       | Мӹн Тӓмдӓм шӹм ынгылырак.             |
| Co to slovo znamená?        | Мом тиде мут ончыкта?          | Ти шамак мам анжыкта?                 |
| Jsme staří známí.           | Ме шуко жап икте-весым палена. | Мӓ тагынамшенок икӓнӓ-иктӹнӓм пӓленӓ. |
| Ta kniha je velmi zajímavá. | Тиде книга пеш оҥай.           | Ти книгӓ пиш интересный.              |

## Vzorový text
Otče náš (modlitba Páně) v horské marijštině:
Пӹлгомыштышы мäмнäн Äтинä! Тӹньӹн лӹмет
лӹмлеш-тäрäлтшӹ, тӹньӹн анжымашет толжы,
Тӹньӹн Ирӹкет Сäндäлӹк вӹлнӹт
Пӹлгомыштышы ганьок лижӹ,
Тагачеш кераллек киндӹм мäлäннä пу, простьы мäмнäн
сылеквлäнäм, весӹвлäн сулыкыштым мäлäннä
ӹштӹмӹштӹм простьымына ганьок, сулыкышкы
мäмнäн ит пырты, худа гӹтсӹн мäмнäн ытары.